# Plaza de Bib-Rambla
La plaza de Bib-Rambla, o de Bibarrambla, es un espacio público situado en la ciudad española de Granada, en Andalucía.

## Historia

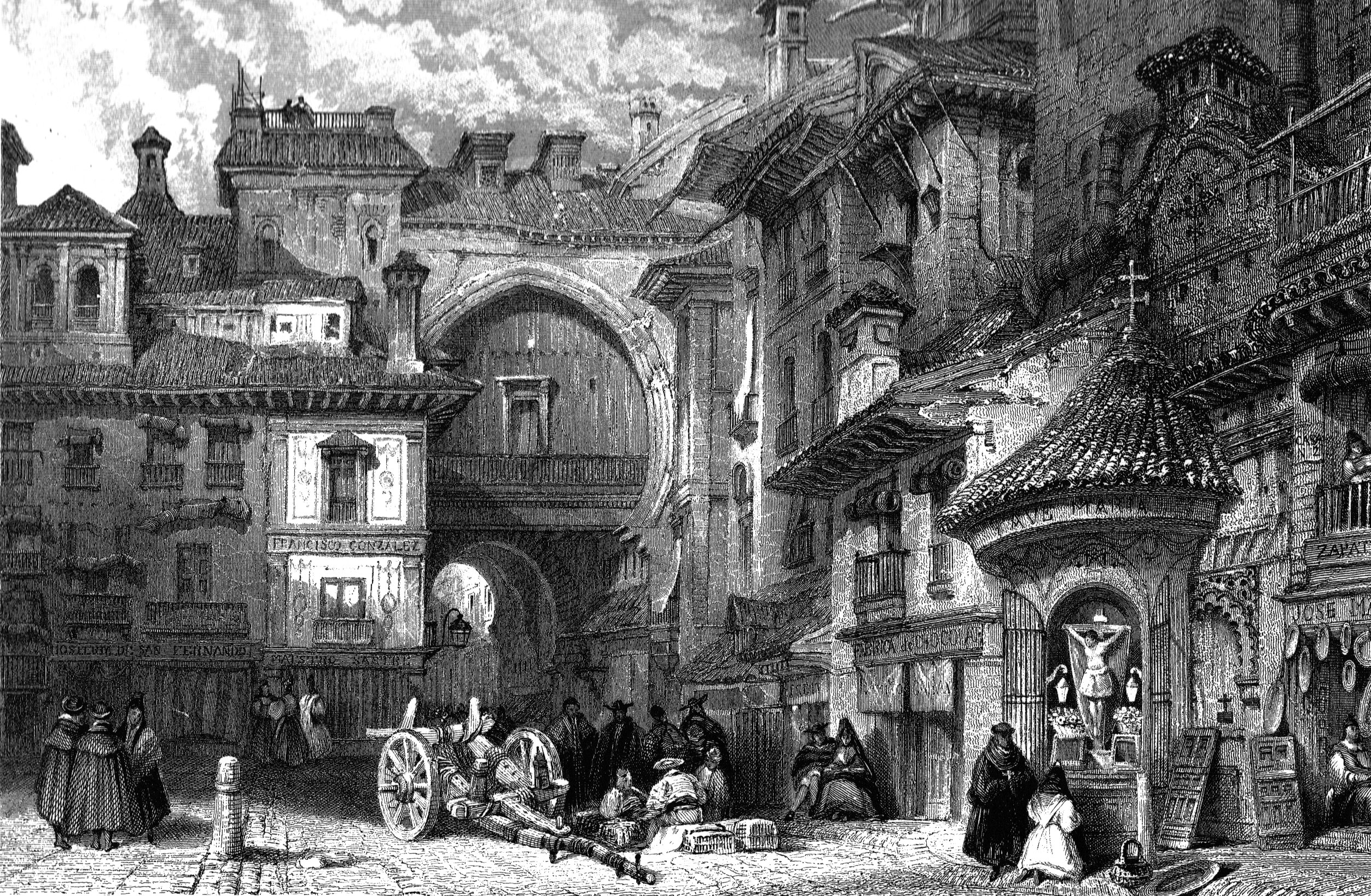
Arco de las Orejas en el siglo, ubicado al sur de la plaza y desaparecido en la actualidad.

Su origen se remonta al periodo nazarí, debiendo desempeñar un papel importante debido a su proximidad al núcleo comercial y mercantil de la ciudad sito en la Alcaicería y en el Zacatín, en cuyo conjunto de pequeñas y entramadas calles se fraguaba la vida comercial de la ciudad.
Si bien en la época musulmana fue escenario de los intercambios comerciales, en otros periodos fue en esta plaza donde se desarrollaban justas, corridas de toros y fiesta en general, aunque poco a poco cambió su importancia y al igual que numerosas plazas y calles de la ciudad de Granada fue objeto de profundas transformaciones urbanísticas.

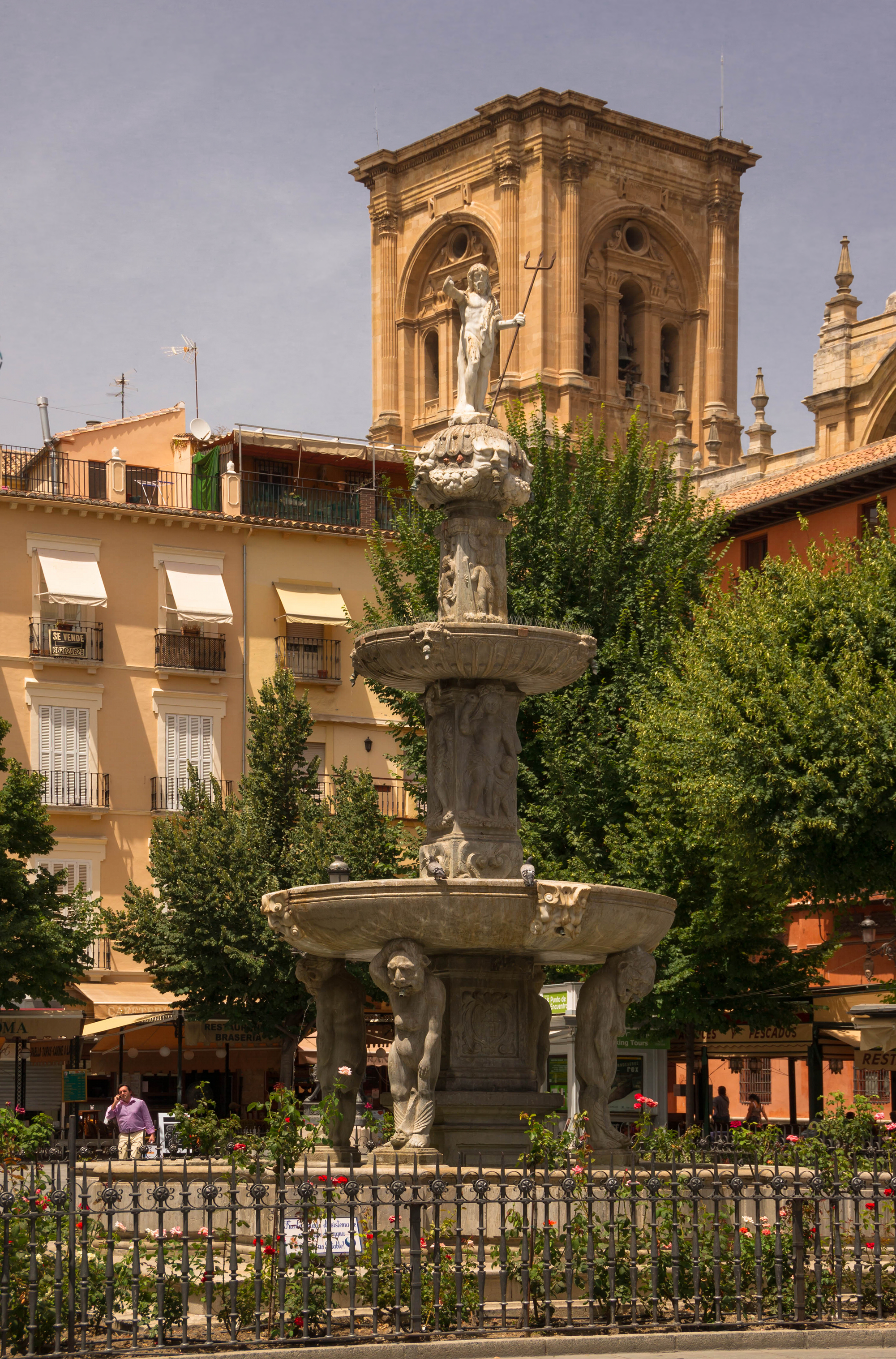
Fuente de Neptuno

Así tras la remodelación de finales del siglo XVI su tamaño fue similar al actual, pero fue hacia la mitad del siglo XX cuando se abre la calle Príncipe para comunicar la plaza Bib-rambla con la calle de Reyes Católicos que discurre sobre el embovedado del río Darro y la plaza del Carmen, donde se encuentra ubicado el Ayuntamiento de Granada.
En su configuración actual es una plaza de corte rectangular presidida por la fuente de los Gigantes de motivos paganos y detalles bucólicos propios de una plaza comercial. En los extremos de la plaza se halla decorada por farolas fernandinas de hierro de finales del siglo XIX provenientes de una fundición hispalense.
Rodeando la fuente se encuentran las casetas de las flores que cambian radicalmente pasando de las ventas de los abetos, pinos y pascueros en Navidad, a los ramos de flores en el día de los enamorados y en el día de las madres. Los árboles de la plaza son tilos.
En el perímetro de la plaza se encuentran numerosas cafeterías y restaurantes que confluyen y comunican con las calles comerciales por excelencia de la ciudad. Así la calle Arco de las cucharas la une a la calle Mesones; la calle Libreros la comunica con el Sagrario de la Catedral (parroquia de Ntra. Sra. De la O) y el Palacio Arzobispal; la calle Príncipe junto con la calle Salamanca que unen la calle Arco de las Orejas con la plaza de Bib-Rambla, y también otras de sus estrechas calles sirven de unión entre la propia plaza y la plaza de las Pasiegas (donde se levanta la catedral de Granada) y la plaza de la Romanilla.